# Derrick Dial
Derrick Jonathon Dial (Detroit, 20 dicembre 1975) è un ex cestista statunitense, professionista nella NBA e in Europa.

## Carriera
È stato selezionato dai San Antonio Spurs al secondo giro del Draft NBA 1998 (52ª scelta assoluta).

## Statistiche

### College
| Anno      | Squadra            | PG  | PT | MP   | TC%  | 3P%  | TL%  | RP  | AP  | PRP | SP  | PP   |
| --------- | ------------------ | --- | -- | ---- | ---- | ---- | ---- | --- | --- | --- | --- | ---- |
| 1994-1995 | E. Michigan Eagles | 30  | 16 | 25,6 | 40,3 | 29,2 | 76,8 | 5,1 | 1,3 | 0,6 | 0,1 | 9,8  |
| 1995-1996 | E. Michigan Eagles | 31  | 30 | 29,5 | 48,5 | 37,0 | 70,0 | 5,7 | 2,0 | 1,0 | 0,4 | 13,7 |
| 1996-1997 | E. Michigan Eagles | 32  | -  | 34,3 | 52,0 | 42,3 | 81,6 | 5,2 | 2,3 | 1,2 | 0,6 | 17,7 |
| 1997-1998 | E. Michigan Eagles | 29  | -  | 35,5 | 48,4 | 39,9 | 78,5 | 6,7 | 2,3 | 1,3 | 0,9 | 20,9 |
| Carriera  | Carriera           | 122 | 46 | 31,2 | 48,0 | 37,7 | 77,4 | 5,7 | 2,0 | 1,0 | 0,5 | 15,5 |

### NBA

#### Regular Season
| Anno      | Squadra           | PG | PT | MP   | TC%  | 3P%  | TL%  | RP  | AP  | PRP | SP  | PP  |
| --------- | ----------------- | -- | -- | ---- | ---- | ---- | ---- | --- | --- | --- | --- | --- |
| 1999-2000 | San Antonio Spurs | 8  | 0  | 11,9 | 37,0 | 25,0 | 60,0 | 3,3 | 0,6 | 0,1 | 0,1 | 5,0 |
| 2000-2001 | San Antonio Spurs | 33 | 0  | 6,3  | 43,4 | 20,0 | 57,1 | 1,2 | 0,6 | 0,1 | 0,2 | 2,6 |
| 2001-2002 | N.J. Nets         | 25 | 0  | 10,0 | 31,9 | 0,0  | 72,2 | 1,8 | 1,2 | 0,3 | 0,2 | 2,9 |
| 2001-2002 | Toronto Raptors   | 7  | 0  | 7,1  | 42,3 | 25,0 | 83,3 | 1,6 | 0,6 | 0,3 | 0,0 | 4,0 |
| 2003-2004 | Orlando Magic     | 9  | 0  | 9,6  | 32,1 | 22,2 | 75,0 | 1,4 | 0,2 | 0,7 | 0,0 | 2,9 |
| Carriera  | Carriera          | 82 | 0  | 8,4  | 37,2 | 19,0 | 67,2 | 1,6 | 0,8 | 0,3 | 0,1 | 3,1 |

#### Playoffs
| Anno     | Squadra           | PG | PT | MP  | TC%  | 3P% | TL%  | RP  | AP  | PRP | SP  | PP  |
| -------- | ----------------- | -- | -- | --- | ---- | --- | ---- | --- | --- | --- | --- | --- |
| 2000     | San Antonio Spurs | 2  | 0  | 4,0 | 50,0 | -   | 50,0 | 1,0 | 0,0 | 0,0 | 0,0 | 2,5 |
| Carriera | Carriera          | 2  | 0  | 4,0 | 50,0 | -   | 50,0 | 1,0 | 0,0 | 0,0 | 0,0 | 2,5 |

## Palmarès
- USBL All-Rookie Team (1998)
- Campione ABA 2000 (2004)
- ABA Offensive Player of the Year (2004)